# Brabham
Motor Racing Developments Ltd., cunoscut sub numele de Brabham, a fost un producător britanic de mașini de curse și o echipă de Formula 1. Fondată în 1960 de pilotul australian Jack Brabham și designerul britanico-australian Ron Tauranac, echipa a câștigat patru Campionate Mondiale ale Piloților și două ale constructorilor în istoria sa de 30 de ani în Formula 1. Succesul lui Jack Brabham din Campionatul Piloților din 1966 rămâne singura realizare de acest fel folosind o mașină care poartă numele pilotului.
În anii 1960, Brabham era cel mai mare producător din lume de mașini de curse pentru vânzare către echipele clienților; până în 1970 a construit peste 500 de mașini. În această perioadă, echipele care foloseau mașini Brabham au câștigat campionate în Formula 2 și Formula 3. Mașinile Brabham au concurat și la Indianapolis 500 și în Formula 5000. În anii 1970 și 1980, Brabham a introdus inovații precum realimentarea în cursă, frâne cu carbon și suspensie hidropneumatică. Șasiul BT46B inovator conceput de Gordon Murray a câștigat singura sa cursă înainte de a fi retras.
Echipa a mai câștigat două campionate la piloți de Formula 1 în anii 1980 cu brazilianul Nelson Piquet. El a câștigat primul său campionat în 1981 într-un BT49-Ford cu efect de sol, și a devenit primul care a câștigat un Campionat al Piloților cu o mașină turbo în 1983. În 1983, Brabham BT52, condus de Piquet și italianul Riccardo Patrese, era propulsat de motorul BMW M12 cu 4 cilindri în linie.
Omul de afaceri britanic Bernie Ecclestone a deținut Brabham în cea mai mare parte a anilor 1970 și 1980, iar mai târziu a devenit responsabil pentru administrarea aspectelor comerciale ale Formulei 1. Ecclestone a vândut echipa în 1988. Ultimul proprietar a fost Middlebridge Group, o firmă de inginerie japoneză. La jumătatea sezonului 1992, echipa s-a prăbușit din punct de vedere financiar, deoarece Middlebridge nu a reușit să plătească împrumuturile acordate de Landhurst Leasing. Cazul a fost investigat de Serious Fraud Office din Regatul Unit. În 2009, o organizație germană a făcut o încercare nereușită de a intra în sezonul 2010 de Formula 1 folosind numele Brabham.

## Origini
Echipa Brabham a fost fondată de Jack Brabham și Ron Tauranac, care s-au întâlnit în 1951, în timp ce amândoi construiau și concurau cu mașini de curse în Australia natală. Brabham a avut mai mult succes și a plecat în Regatul Unit în 1955 pentru a-și continua cariera de curse. Acolo, a început să conducă pentru echipa de fabrică Cooper Car Company și până în 1958 a progresat cu ei către Formula 1, cea mai înaltă categorie de curse cu monoposturi definită de Federația Internațională de Automobilism (FIA), organismul de conducere mondial al sportului cu motor. În 1959 și 1960, Brabham a câștigat Campionatul Mondial al Piloților de Formula 1 cu mașinile revoluționare cu motor central ale lui Cooper.

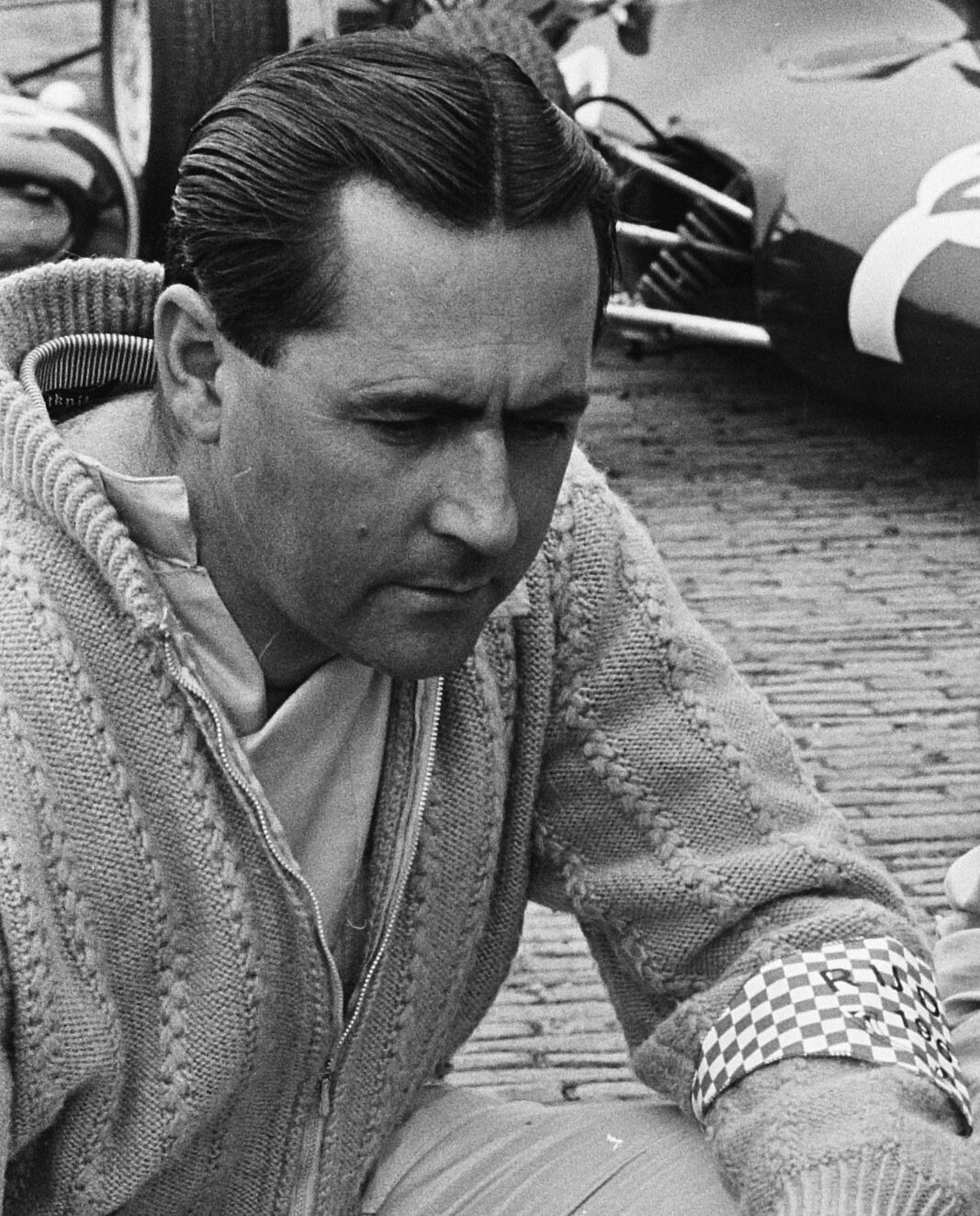
Jack Brabham, cofondatorul echipei.

În ciuda inovației lor de a pune motorul în spatele pilotului, Cooper și designerul lor șef, Owen Maddock, au fost în general rezistenți asupra dezvoltării mașinilor lor. Brabham a făcut eforturi pentru progrese suplimentare și a jucat un rol semnificativ în dezvoltarea mașinii de mare succes T53 din 1960 a lui Cooper, cu contribuția prietenului său Tauranac. Brabham era încrezător că poate face lucrurile mai bine decât Cooper și, la sfârșitul anului 1959, i-a cerut lui Tauranac să vină în Marea Britanie și să lucreze cu el, producând inițial kituri de upgrade pentru mașinile rutiere Sunbeam Rapier și Triumph Herald la reprezentanța sa de mașini, Jack Brabham Motors, dar cu scopul pe termen lung de a proiecta mașini de curse. Brabham îl descrie pe Tauranac ca fiind „absolut singurul tip cu care aș fi intrat în parteneriat”. Mai târziu, Brabham a oferit o versiune Herald cu motor Coventry-Climax FWE, cu 83 CP (62 kW) și suspensie îmbunătățită pentru a se potrivi cu puterea suplimentară.
Pentru a îndeplini acest scop, Brabham și Tauranac au înființat Motor Racing Developments Ltd. (MRD), evitând în mod deliberat utilizarea numelui fiecărei persoane. Noua companie va concura cu Cooper pe piața mașinilor de curse ale clienților. Întrucât Brabham era încă angajat de Cooper, Tauranac a produs în secret prima mașină MRD, pentru clasa entry level în Formula Junior. Gavin Youl a obținut o clasare pe locul doi la Goodwood și alta la Mallory Park în MRD-Ford. Mașinile au fost ulterior cunoscute ca „Brabham”, numele fiecărui șasiu începând cu BT pentru „Brabham Tauranac”.
Până în sezonul de Formula 1 din 1961, echipele Lotus și Ferrari au dezvoltat abordarea cu motor central mai în detaliu decât Cooper. Brabham a avut un sezon slab, înscriind doar patru puncte și – după ce a condus propriile sale mașini Cooper private în evenimente non-campionat în 1961 – a părăsit compania în 1962 pentru a conduce pentru propria sa echipă: Brabham Racing Organisation, folosind mașini construite de Motor Racing Developments. Echipa avea sediul la Chessington, Anglia și deținea licența britanică.

## Istoric în Formula 1

### Intrarea în Formula 1 și primele campionate mondiale (1962-1971)

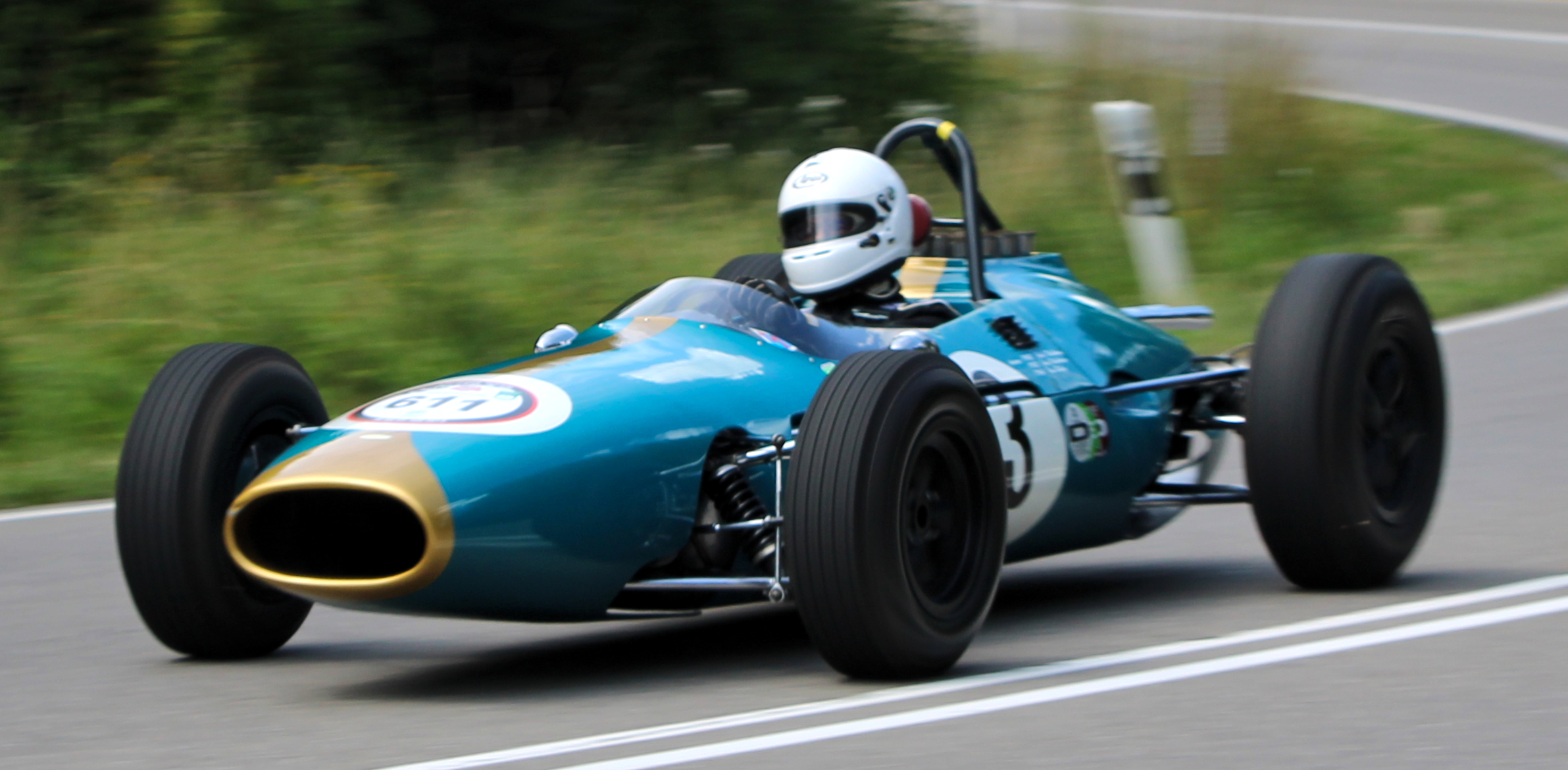
BT3, prima mașină construită de Brabham.

Motor Racing Developments s-a concentrat inițial pe a câștiga bani prin construirea de mașini de vânzare clienților în formule mai mici, așa că noua mașină pentru echipa de Formula 1 nu a fost gata până la jumătatea sezonului 1962. Brabham Racing Organization (BRO) a început anul cu un șasiu Lotus, care a fost livrat la ora 3 dimineața pentru a se păstra secretul. Brabham a terminat de două ori în puncte cu Lotus, înainte ca mașina Brabham BT3, cu culoarea turcoaz, să își facă debutul la Marele Premiu al Germaniei din 1962. S-a retras în timpul cursei din cauza unei probleme la accelerație după 9 din cele 15 tururi, dar a continuat să ocupe două locuri patru până la sfârșitul sezonului.
Din sezonul 1963, Brabham a fost asociat cu pilotul american Dan Gurney, perechea rulând acum în culorile de curse ale Australiei, verde și auriu. Brabham a obținut prima victorie a echipei la Grand Prix-ul Solitude, o cursă ce nu conta pentru campionat, în 1963. Gurney a obținut primele două victorii ale mărcii în campionatul mondial, la Marele Premiu al Franței și cel al Mexicului din 1964. Mașinile de fabrică și cele de client Brabham au adunat alte trei victorii în afara campionatului în timpul sezonului 1964. Sezonul 1965 a fost mai puțin reușit, încheindu-se fără victorii în campionat. Brabham a terminat pe locul al treilea sau al patrulea în Campionatul Constructorilor timp de trei ani consecutiv, dar fiabilitatea slabă a afectat performanțe promițătoare de mai multe ori.

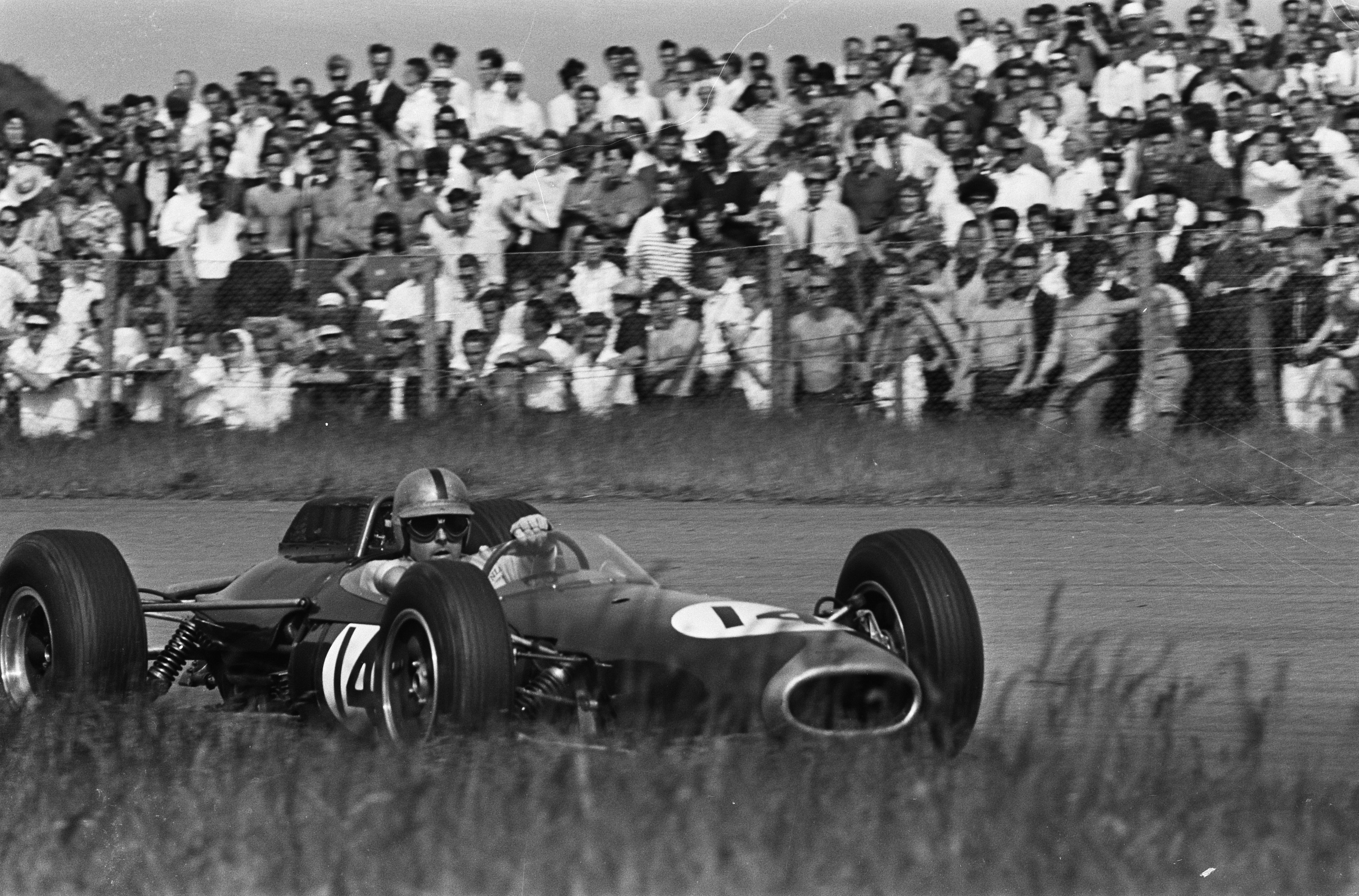
Jack Brabham în.

FIA a dublat limita de capacitate a motorului de Formula 1 la 3 litri pentru sezonul 1966, iar motoarele adecvate erau rare. Brabham a folosit motoare de la firma australiană de inginerie Repco, care nu a produs niciodată un motor de Formula 1 înainte, bazate pe bloc motorul V8 din aluminiu din proiectul de mașini rutiere Oldsmobile F85 american defuncte și alte piese disponibile. Inginerul consultant și proiectant Phil Irving a fost responsabil pentru producerea versiunii inițiale a motorului. Puțini se așteptau ca parteneriatul Brabham-Repco să aibe succes, dar mașinile ușoare și fiabile au rulat în față încă de la începutul sezonului. La Marele Premiu al Franței de la Reims-Gueux, Brabham a devenit primul pilot care a câștigat o cursă de campionat mondial de Formula 1 cu o mașină care-i poartă propriul său nume. Doar fostul său coechipier, Bruce McLaren, a mai obținut de atunci această realizare. A fost prima dintr-o serie de patru victorii consecutive pentru veteranul australian. Brabham a câștigat al treilea său titlu în 1966, devenind singurul pilot care a câștigat Campionatul Mondial de Formula 1 cu o mașină care-i poartă propriul său nume. În 1967, titlul i-a revenit coechipierului lui Brabham, neozeelandezul Denny Hulme. Hulme a avut o fiabilitate mai bună de-a lungul anului, posibil datorită dorinței lui Brabham de a încerca primul piese noi. Echipa Brabham a luat Campionatul Mondial al Constructorilor în ambii ani.

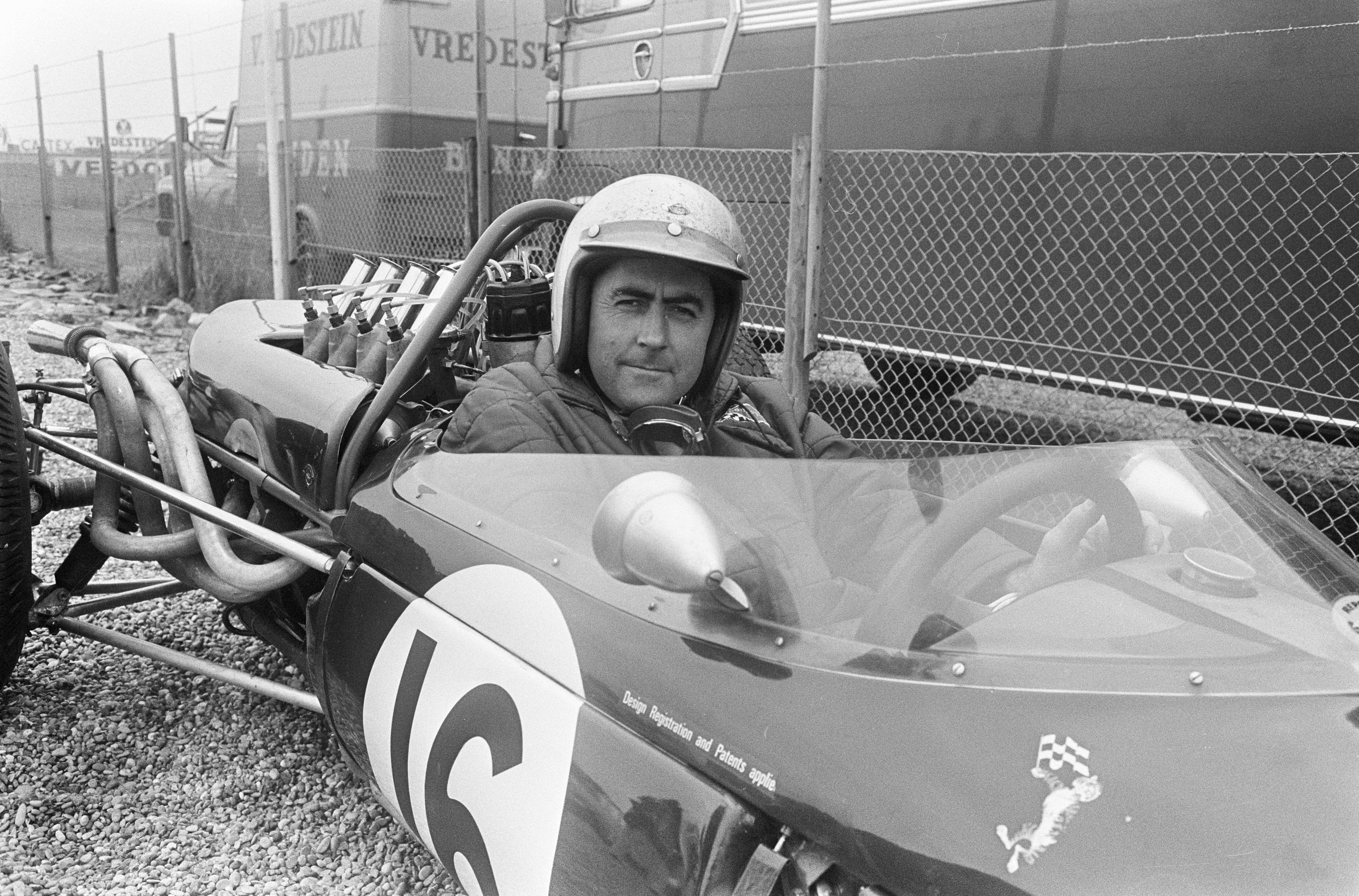
În, Jack Brabham a devenit primul, și până în prezent singurul pilot care câștigă Campionatul Mondial conducând pentru propria echipă.

Pentru 1968, austriacul Jochen Rindt l-a înlocuit pe Hulme, care plecase să se alăture McLaren. Repco a produs o versiune mai puternică a motorului V8 pentru a menține competitivitatea față de noul Ford Cosworth DFV, dar s-a dovedit foarte nefiabil. Comunicațiile lente dintre Marea Britanie și Australia au făcut întotdeauna foarte dificilă identificarea și corectarea problemelor. Mașina a fost rapidă - Rindt a stabilit pole position de două ori în timpul sezonului - dar Brabham și Rindt au terminat doar trei curse amândoi și au încheiat anul cu doar zece puncte.
Deși Brabham a cumpărat motoare Cosworth DFV pentru sezonul 1969, Rindt a plecat la Lotus. Înlocuitorul său, Jacky Ickx, a avut o a doua jumătate puternică de sezon, câștigând în Germania și Canada, după ce Brabham a fost exclus de un accident de testare. Ickx a terminat pe locul al doilea în Campionatul Piloților, cu 37 de puncte față de cele 63 ale lui Jackie Stewart. Brabham însuși a ocupat câteva pole position-uri și două clasări în top 3, dar nu a terminat jumătate din curse. Echipa a fost a doua în Campionatul Constructorilor, ajutată de locurile secunde la Monaco și Watkins Glen marcate de Piers Courage, conducând un Brabham pentru echipa privată Frank Williams Racing Cars.

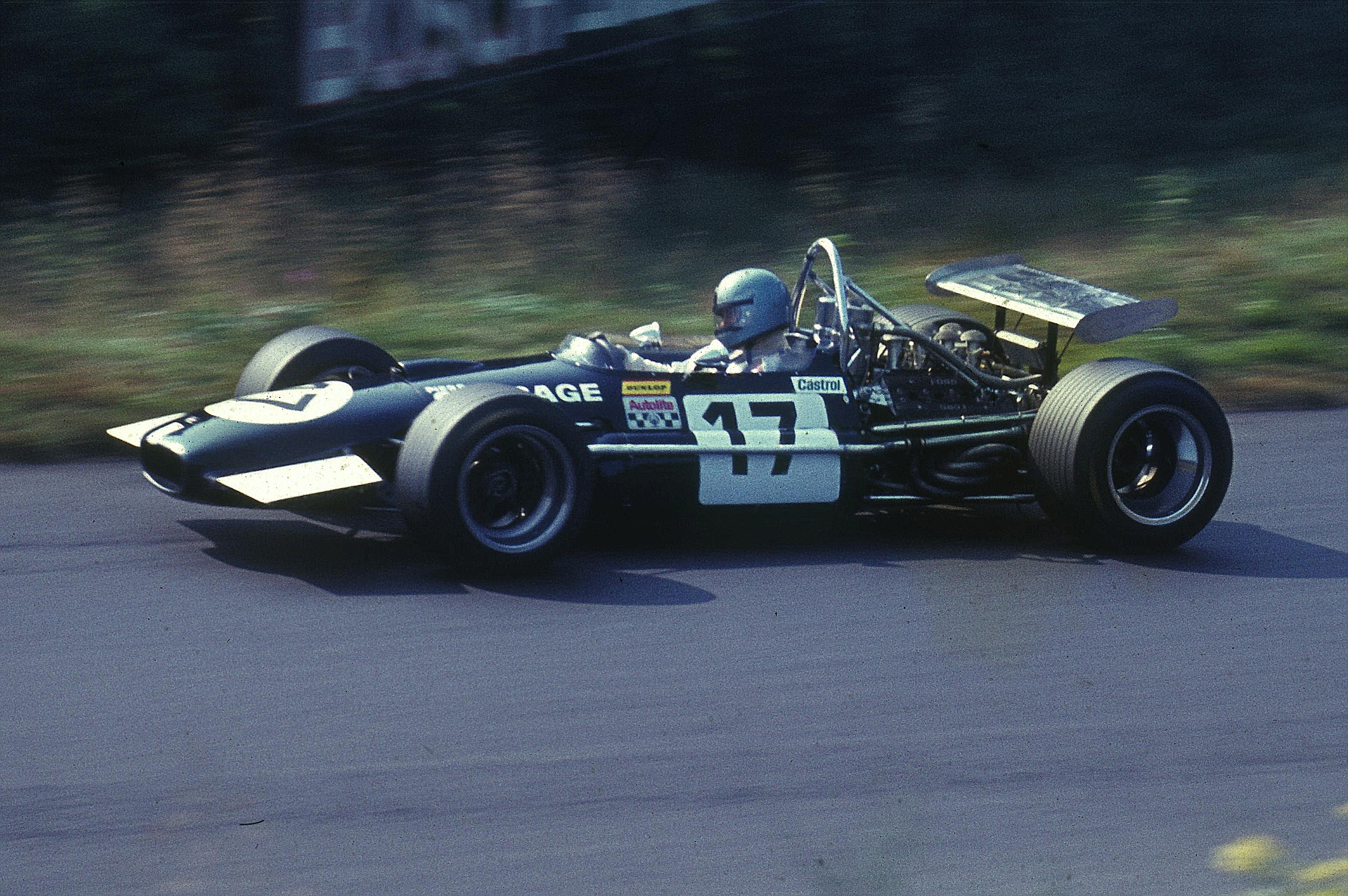
Piers Courage în.

Brabham a obținut ultima lui victorie în cursa de deschidere a sezonului 1970 și a fost competitiv pe tot parcursul anului, însă defecțiunile mecanice i-au împedicat șansele la titlu. După ce a pierdut în ultimul viraj victoriile asigurate atât la Monaco, cât și în Anglia, Jack a decis să-și vândă partea din companie fostului manager al lui Jochen Rindt, un om de afaceri pe nume Bernie Ecclestone, la sfârșitul anului. Ajutată de pilotul numărul doi Rolf Stommelen, echipa a ajuns pe locul patru în Campionatul Constructorilor.
Tauranac l-a semnat dublu campion mondial Graham Hill și tânărul australian Tim Schenken pentru a conduce în sezonul 1971. Tauranac a proiectat neobișnuitul BT34 care avea radiatoare duble montate înaintea roților din față, un singur exemplar fiind construit pentru Hill. Deși Hill, care nu mai putea performa la capacitate maximă de la accidentul său din 1969, a obținut ultima sa victorie în Formula 1 la Trofeul Internațional BRDC de la Silverstone. Echipa a marcat doar șapte puncte în campionat.

### Bernie Ecclestone (1972-1987)

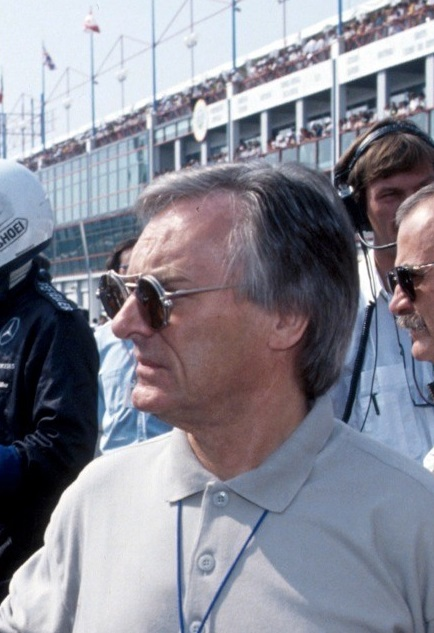
Omul de afaceri britanic Bernie Ecclestone a preluat conducerea echipei la începutul anilor 1970.

Tauranac a părăsit Brabham la începutul sezonului 1972, după ce Ecclestone a schimbat modul de organizare a companiei fără a-l consulta. Ecclestone a spus ulterior „În retrospectivă, relația nu avea să funcționeze niciodată”. Cele mai importante momente ale unui an fără obiectiv, în care echipa a rulat trei modele diferite, au fost pole position pentru pilotul argentinian Carlos Reutemann la cursa de acasă de la Buenos Aires și o victorie în Marele Premiu al Braziliei, o cursă care nu a făcut parte din campionat. Pentru sezonul 1973, Ecclestone l-a promovat pe tânărul inginer sud-african Gordon Murray drept designer șef și l-a mutat pe Herbie Blash din programul de Formula 2 pentru a deveni managerul echipei de Formula 1. Ambii aveau să rămână în echipă pentru următorii 15 ani. În 1973, Reutemann a obținut două podiumuri și a terminat pe locul șapte în Campionatul Piloților conducând mașina BT42 produsă de Murray.

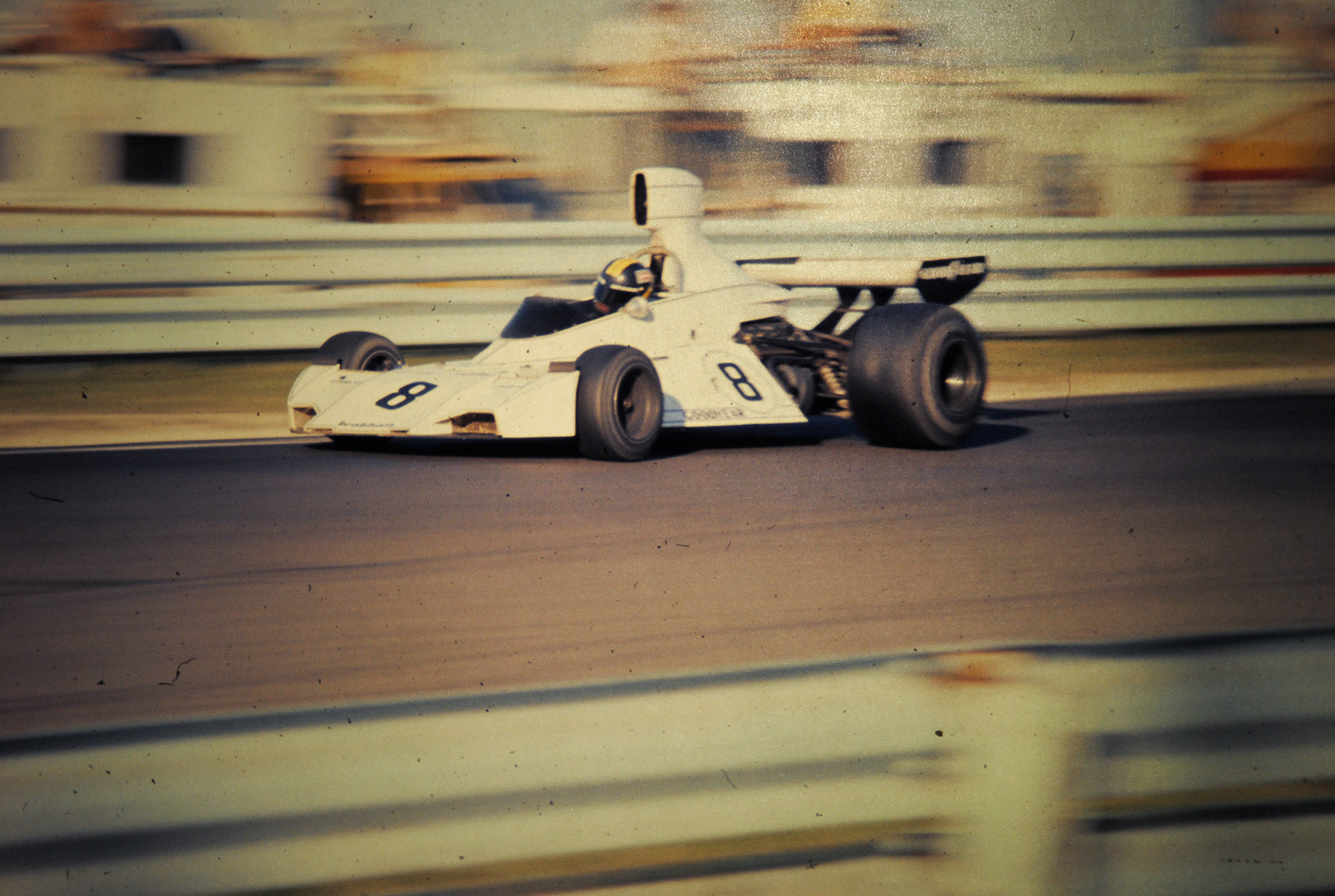
Carlos Pace în.

În sezonul 1974, Reutemann a obținut primele trei victorii ale carierei sale în Formula 1 și prima pentru Brabham din 1970. Echipa a terminat pe locul cinci în Campionatul Constructorilor, rulând modelele BT44 mult mai competitive. După un final puternic al sezonului 1974, mulți observatori au simțit că echipa era favorită pentru a câștiga titlul din 1975. Anul a început bine, cu o primă victorie pentru pilotul brazilian Carlos Pace pe circuitul Interlagos din São Paulo, orașul natal. Cu toate acestea, pe măsură ce sezonul a progresat, problema cu uzura rapidă a anvelopelor a încetinit frecvent mașinile în curse, iar echipa a fost în mod constant depășită de Ferrari și McLaren. Pace a mai urcat pe două podiumuri și a terminat pe locul șase în campionat; în timp ce Reutemann a avut cinci clasări pe podium, inclusiv o victorie dominantă în Marele Premiu al Germaniei, și a terminat pe locul al treilea în campionatul piloților. Echipa s-a clasat, de asemenea, pe locul al doilea în Campionatul Constructorilor la sfârșitul anului.

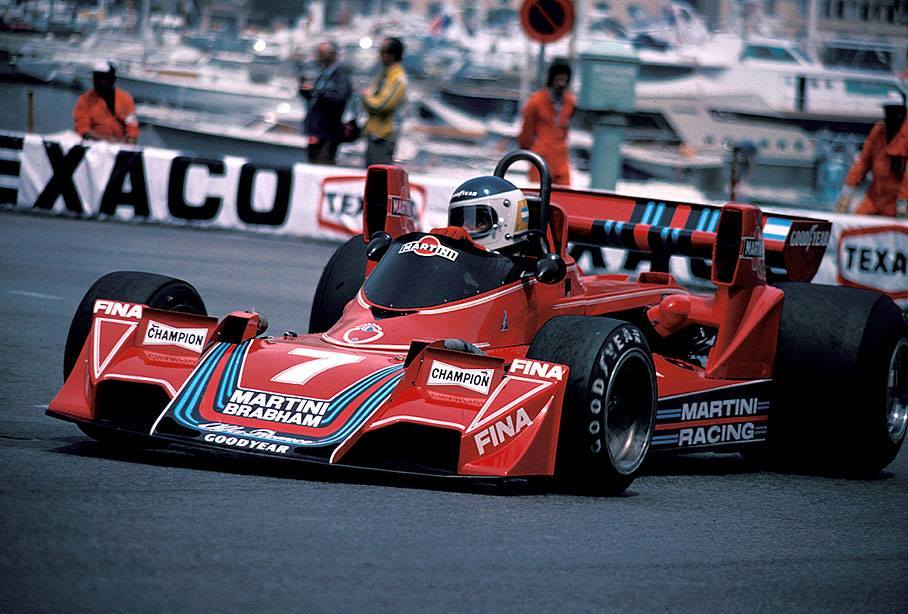
Brabham a trecut la motoarele Alfa Romeo în.

În timp ce echipele rivale Lotus și McLaren s-au bazat pe motorul Cosworth DFV de la sfârșitul anilor 1960 până la începutul anilor 1980, Ecclestone a căutat un avantaj competitiv prin investigarea altor opțiuni. În ciuda succesului mașinilor lui Murray cu motorul Cosworth, Ecclestone a semnat un acord cu producătorul italian de motoare Alfa Romeo pentru a folosi motorul lor mare și puternic flat-12 începând cu sezonul 1976. Motoarele erau gratuite, dar au făcut ca noile BT45-uri, acum în culoarea roșie Martini Racing, să fie nefiabile și cu o greutate excesivă. În acel moment, designerul David North a fost angajat să lucreze alături de Murray. Sezoanele 1976 și 1977 au văzut-o pe Brabham căzând din nou în spatele grilei. Reutemann a negociat o reziliere de contract înainte de sfârșitul sezonului 1976 și a semnat cu Ferrari. Britanicul John Watson l-a înlocuit pentru 1977. Watson a ratat o victorie aproape sigură în Marele Premiu al Franței (Dijon) din acel an, când mașina sa a rămas fără combustibil în ultimul tur și a fost depășită de Lotus-ul lui Mario Andretti, acesta fiind cel mai bun rezultat al echipei din sezon. Mașina a apărut adesea în fruntea curselor, dar nefiabilitatea motorului Alfa Romeo a fost o problemă majoră. Echipa l-a pierdut pe Pace la începutul anului, când acesta a murit într-un accident de avion.
Pentru sezonul 1978, modelul BT46 proiectat de Murray a prezentat mai multe tehnologii noi pentru a depăși dificultățile legate de greutate cauzate de motoarele Alfa Romeo. Ecclestone l-a semnat pe campionul en-titre Niki Lauda de la Ferrari, printr-o înțelegere cu compania italiană de produse lactate Parmalat, care a suportat costul pentru ca Lauda să-și încheie contractul cu Ferrari. 1978 a fost anul dominantei „mașinii aripă” Lotus 79, care folosea efectul aerodinamic de sol pentru a se lipi de pistă în viraj, însă Lauda a câștigat totuși două curse cu BT46, dintre care una cu controversata versiune „B” sau „fan car”.

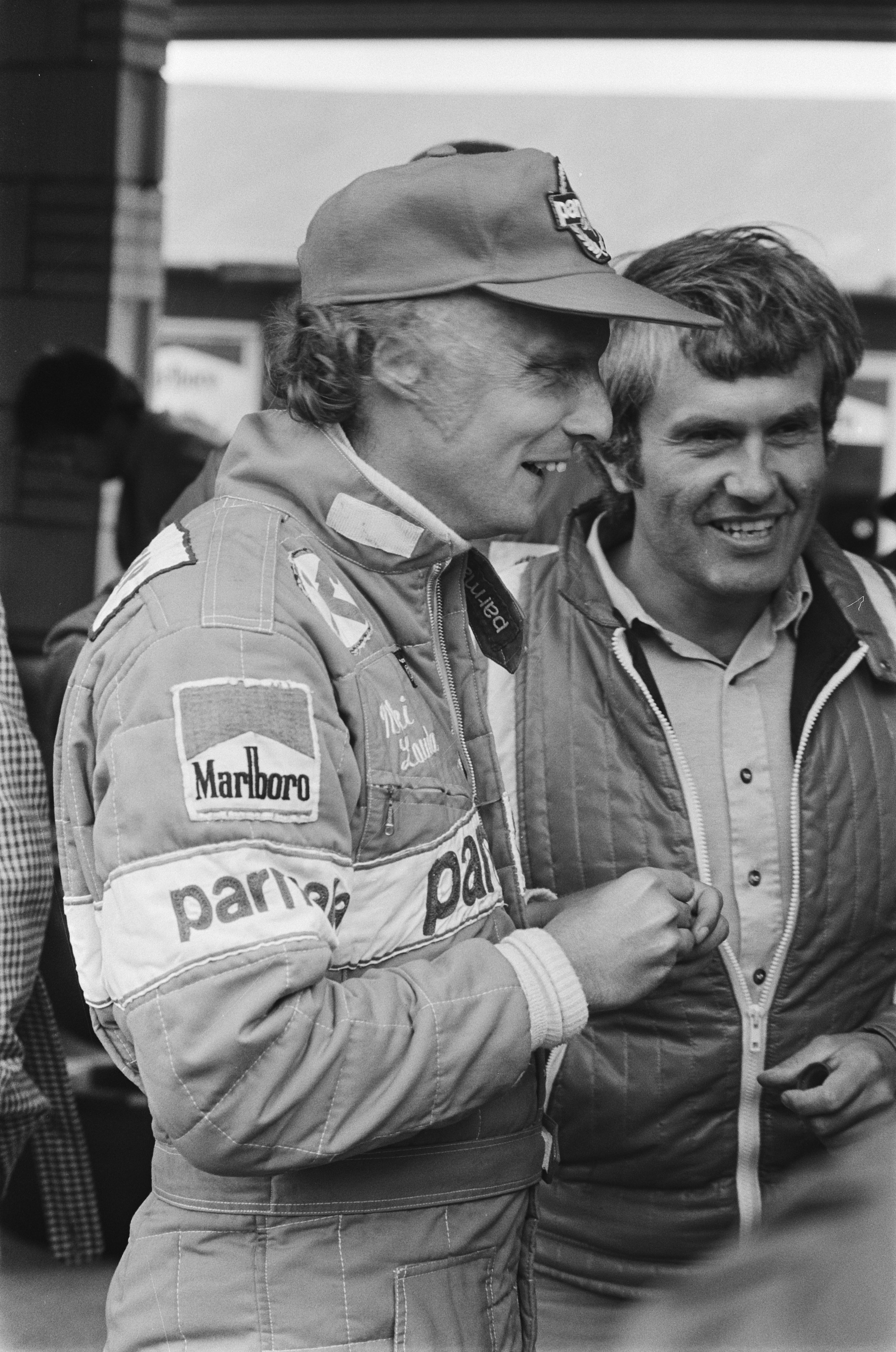
Echipa l-a semnat pe dublul campion mondial de atunci Niki Lauda pentru.

Parteneriatul cu Alfa Romeo s-a încheiat în sezonul 1979, primul al echipei cu tânărul pilot brazilian Nelson Piquet. Murray a proiectat monopostul BT48 cu efect de sol în jurul unui nou motor Alfa Romeo V12 dezvoltat rapid și a încorporat un sistem eficient de „frânare carbon-carbon” - o tehnologie pe care Brabham a inițiat-o în 1976. Cu toate acestea, mișcarea neașteptată a centrului de presiune aerodinamic al mașinii a făcut imprevizibilă manevrarea acesteia, iar noul motor nu era fiabil. Echipa a coborât pe locul opt în Campionatul Constructorilor până la sfârșitul sezonului. Alfa Romeo a început să-și testeze propria mașină de Formula 1 în timpul sezonului, determinându-l pe Ecclestone să revină la motoarele Cosworth DFV, o mișcare descrisă de Murray ca fiind „ca luarea unei vacanțe”. Noul BT49, mai ușor, propulsat de Cosworth, a fost introdus înainte de sfârșitul anului la Marele Premiu al Canadei unde, după antrenamente, Lauda și-a anunțat retragerea imediată din curse, spunând mai târziu că „nu mai avea nicio satisfacție să conducă în cerc”.

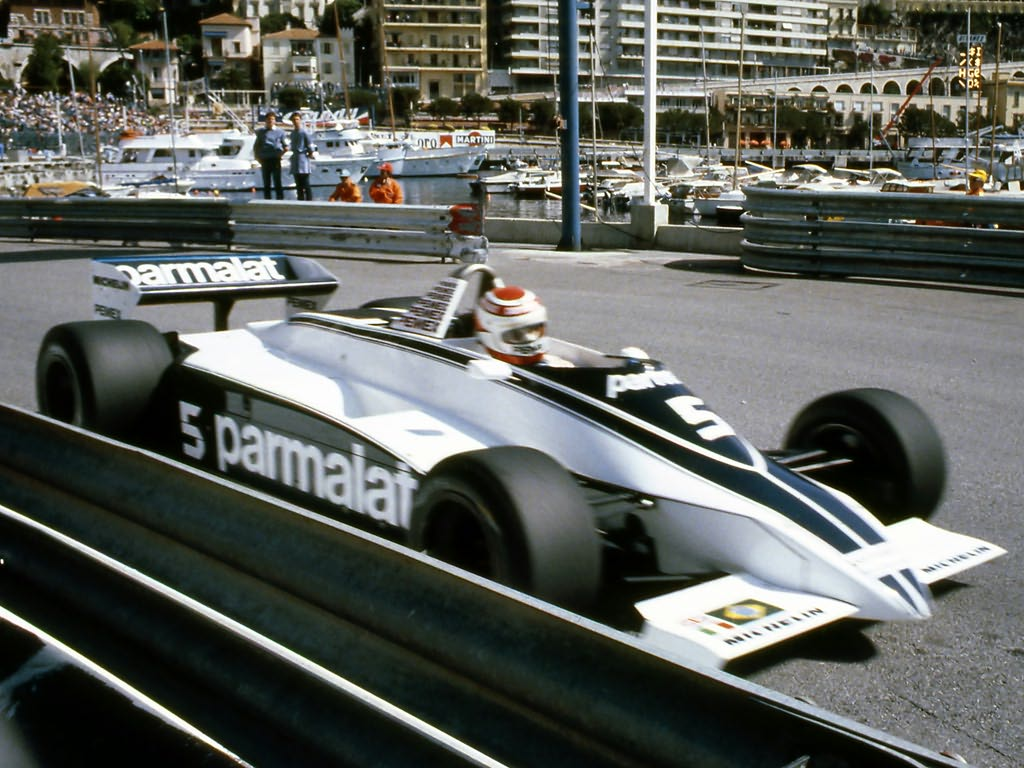
Nelson Piquet în. El a câștigat campionatul la piloți din acel sezon.

Echipa a folosit modelul BT49 pe parcursul a patru sezoane. În 1980, Piquet a obținut trei victorii, echipa ocupând locul trei în Campionatul Constructorilor, iar Piquet locul al doilea în Campionatul Piloților. În acest sezon a fost introdusă schema de culori alb-albastră cu care mașinile vor fi vopsite prin mai multe schimbări de sponsor, până la dispariția echipei în 1992. Cu o mai bună înțelegere a efectului de sol, echipa a dezvoltat în continuare BT49C pentru sezonul 1981, încorporând un sistem de suspensie hidropneumatic pentru a evita limitările înălțimii de rulare menite să reducă forța de apăsare. Piquet, care dezvoltase o relație strânsă de lucru cu Murray, a luat titlul piloților cu trei victorii, deși pe fondul acuzațiilor de trișare. Echipa a terminat pe locul al doilea în Campionatul Constructorilor, în spatele echipei Williams.
Renault a introdus motoare turbo în Formula 1 în 1977. Brabham testase un motor BMW turbo M12 cu patru cilindri în vara anului 1981. Pentru sezonul 1982, echipa a proiectat o mașină nouă, BT50, în jurul motorului BMW care, la fel ca și Motorul Repco, cu 16 ani înainte, avea la bază un bloc motor de mașină rutieră, BMW M10. Brabham a continuat să ruleze BT49D cu motor Cosworth în prima parte a sezonului, în timp ce problemele de fiabilitate și manevrabilitate cu unitățile BMW au fost rezolvate. Relația a fost aproape să se sfârșească, producătorul german insistând ca Brabham să le folosească motorul. Mașina turbo a obținut prima victorie la Marele Premiu al Canadei. În Campionatul Constructorilor, echipa a terminat pe locul cinci, piloții Riccardo Patrese, care a obținut ultima victorie a combinației Brabham-Ford în Marele Premiu al Principatului Monaco, pe locul 10, iar campionul mondial Piquet pe locul 11 în Campionatul Piloților. În sezonul 1983, Piquet a preluat conducerea campionatului în fața lui Alain Prost de la Renault în ultima cursă a anului, Marele Premiu al Africii de Sud, devenind primul pilot care a câștigat Campionatul Mondial al Piloților de Formula 1 cu o mașină turbo. Echipa nu a câștigat Campionatul Constructorilor nici în 1981, nici în 1983, în ciuda succesului lui Piquet. Patrese a fost singurul pilot, în afară de Piquet, care a câștigat o cursă pentru Brabham în această perioadă — piloții din a doua mașină au contribuit doar cu o fracțiune din punctele echipei în fiecare dintre aceste sezoane de campionat. Patrese a terminat pe locul nouă în Campionatul Piloților cu 13 puncte, coborând echipa în spatele lui Ferrari și Renault pe locul trei în Campionatul Constructorilor.

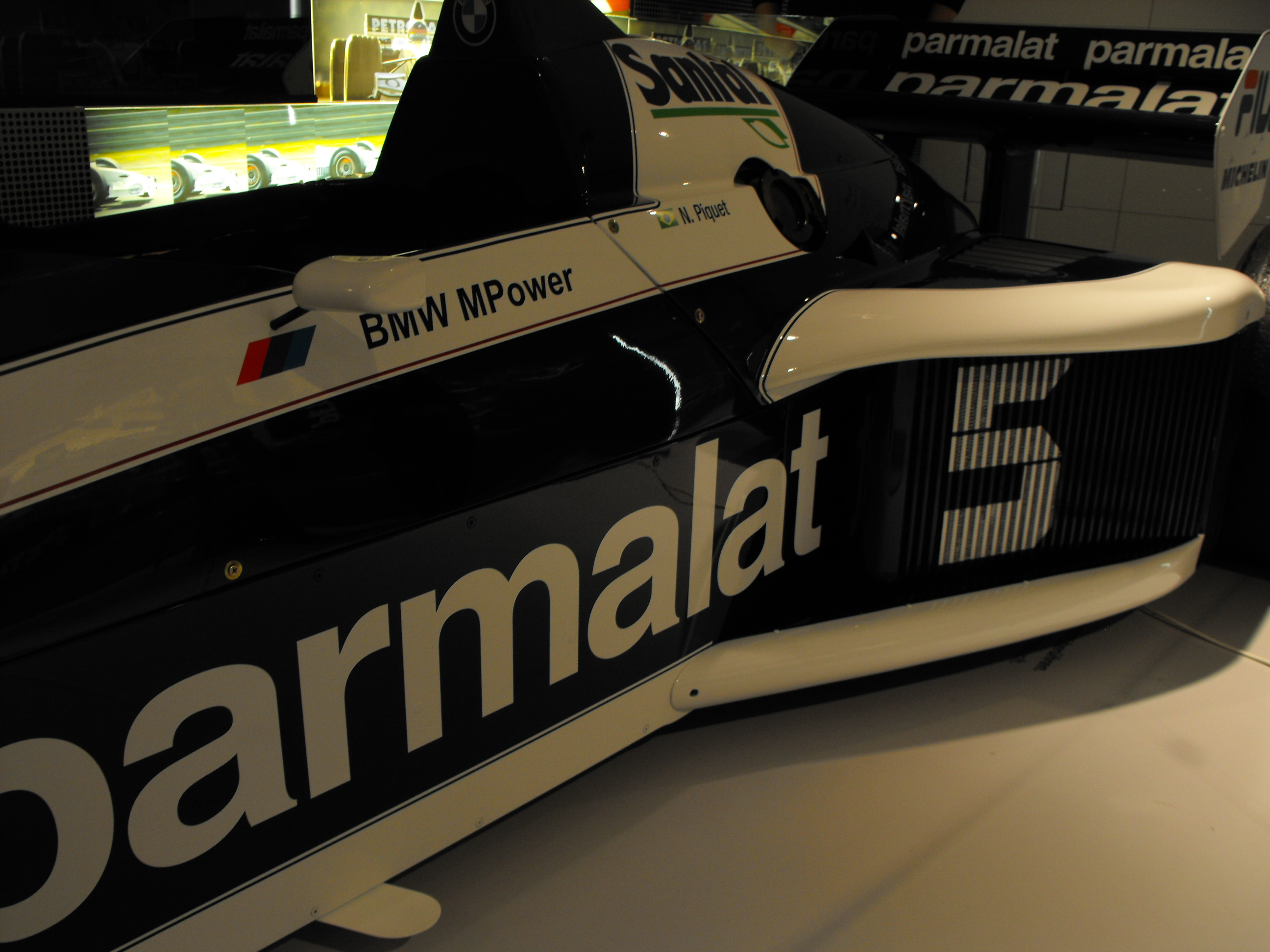
Brabham a utilizat motoare BMW începând cu.

Piquet a acumulat ultimele victorii ale echipei: două în 1984, câștigând cursele a șaptea și a opta din acel sezon, Marele Premiu al Canadei și Marele Premiu de la Detroit, și una în 1985, Marele Premiu al Franței. El a terminat pe locul cinci în 1984 și doar pe locul opt în 1985 în campionat. După șapte ani și două campionate mondiale, Piquet a simțit că valorează mai mult decât oferta salarială a lui Ecclestone pentru 1986 și a plecat la echipa Williams la sfârșitul sezonului.
Pentru sezonul 1986, Patrese s-a întors la Brabham, și i s-a alăturat Elio de Angelis. Sezonul a fost un dezastru pentru Brabham, înscriind doar două puncte. Modelul BT55 radical lung și jos al lui Murray, cu motorul BMW M12 înclinat pentru a-și îmbunătăți aerodinamica și a-și coborî centrul de greutate, a avut probleme grave de fiabilitate, iar anvelopele Pirelli au funcționat slab. De Angelis a suferit un accident efectuând teste pe circuitul Paul Ricard și a murit ca urmare a rănilor suferite, devenind singurul deces al echipei de Formula 1. Derek Warwick, care l-a înlocuit pe de Angelis, a fost aproape de a înscrie două puncte clasându-se locul cinci în Marele Premiu al Marii Britanii, dar o problemă din ultimul tur l-a scos din puncte. În august, BMW, după ce s-a gândit să-și conducă propria echipă internă, și-a anunțat plecarea din Formula 1 la sfârșitul sezonului. Murray, care preluase în mare parte conducerea echipei, pe măsură ce Ecclestone s-a implicat mai mult în rolul său la Asociația Constructorilor de Formula 1, a simțit că „modul în care echipa funcționase timp de 15 ani s-a stricat”. El a părăsit Brabham în noiembrie pentru a se alătura lui McLaren.

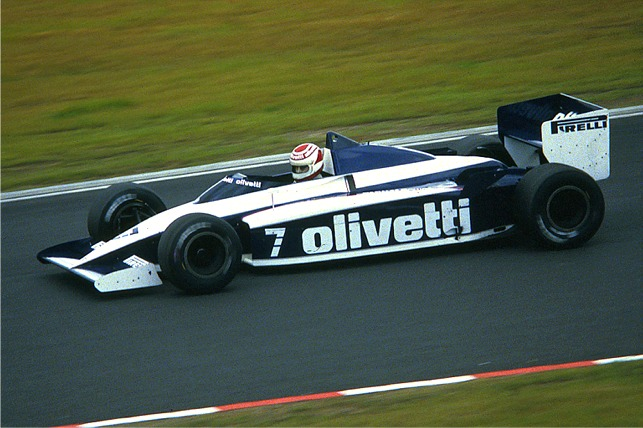
Nelson Piquet în de pe Nürburgring.

Ecclestone a păstrat motoarele BMW conform contractului lor pentru sezonul 1987, dar compania germană a furnizat doar versiunile cu putere redusă. Unitățile verticale, în jurul cărora Brabham își proiectase noua mașină, au fost vândute pentru a fi folosite de echipa Arrows. Personalități de rang înalt de la Brabham, inclusiv Murray, au recunoscut că Ecclestone își pierduse deja interesul pentru conducerea echipei. Sezonul din 1987 a fost doar cu puțin mai reușit decât cel precedent – Patrese și de Cesaris obținând ambii 10 puncte, inclusiv două locuri trei la Marele Premiu al Belgiei și Marele Premiu al Mexicului. În imposibilitatea de a găsi un furnizor de motoare adecvat, echipa a ratat termenul limită impus de FIA pentru intrarea în campionatul mondial din 1988, iar Ecclestone a anunțat în cele din urmă retragerea echipei din Formula 1 la Marele Premiu al Braziliei din aprilie 1988. La cursa finală a sezonului, Marele Premiu al Australiei, a anunțat că a vândut compania proprietarului echipei EuroBrun, Walter Brun, pentru un preț necunoscut.

### Ultimii ani și colapsul (1989-1992)
Brun a vândut ulterior echipa, de data aceasta finanțatorului elvețian Joachim Lüthi, care a adus-o înapoi în Formula 1 pentru sezonul 1989. Noul Brabham BT58, propulsat de un motor Judd V8 (inițial o altă companie a lui Jack Brabham), a fost produs pentru sezonul 1989. Pilotul italian Stefano Modena, care a condus pentru echipă în Marele Premiu al Australiei din 1987, a condus alături de mai experimentatul Martin Brundle, care se întorcea la Formula 1 după ce a petrecut 1988 câștigând Campionatul Mondial de Mașini sport pentru Jaguar. Modena a urcat pe ultimul podium al echipei: un loc al treilea la Marele Premiu al Principatului Monaco (Brundle, care tocmai trecuse prin precalificare cu doar 0,021 de secunde înainte de a se califica pe un loc 4 strălucitor, se aflase pe locul trei, dar a fost forțat să se oprească pentru a înlocui o baterie descărcată, terminând în cele din urmă pe locul șase). De asemenea, echipa nu a reușit să se califice pe grilă uneori: Brundle nu a reușit să se precalifice la Marele Premiu al Canadei și Marele Premiu al Franței. Echipa a terminat pe locul 9 în Campionatul Constructorilor la sfârșitul sezonului.
După arestarea lui Lüthi pentru acuzații de fraudă fiscală la mijlocul anului 1989, mai multe părți au contestat dreptul de proprietate asupra echipei. Middlebridge Group Limited, o firmă de inginerie japoneză deținută de miliardarul Koji Nakauchi, a fost deja implicată în echipa de Formula 3000 Middlebridge Racing și a câștigat controlul Brabham pentru sezonul 1990. Herbie Blash se întorsese să conducă echipa în 1989 și a continuat să facă acest lucru și în 1990. Middlebridge și-a plătit achiziția folosind un milion de lire sterline împrumutate de compania de finanțe Landhurst Leasing, dar echipa a rămas subfinanțată și a adunat doar câteva clasări în puncte în ultimele trei sezoane de existență.

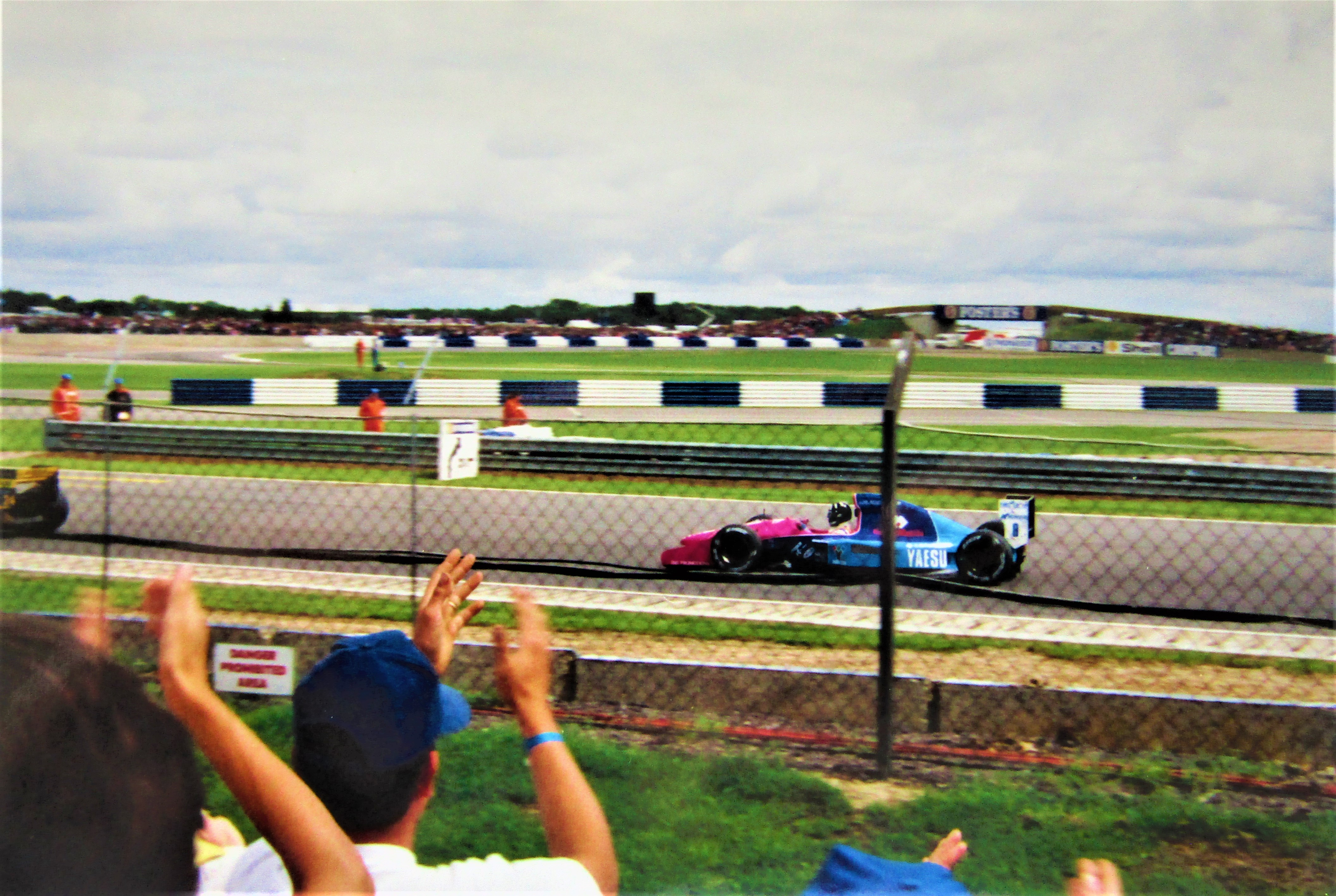
Damon Hill în.

Fiul cel mic al lui Jack Brabham, David, a concurat pentru echipa de Formula 1 în 1990, inclusiv în Marele Premiu al Australiei, care finală a sezonului (prima oară când un Brabham a condus o mașină Brabham într-un Marele Premiu al Australiei din 1968 încoace). 1990 a fost totuși un alt an dezastruos, locul cinci al lui Modena în Marele Premiu al Statelor Unite, cursa de deschidere a sezonului, fiind singura apariție în top 6. Echipa a terminat pe locul nouă în Campionatul Constructorilor. Brundle și colegul britanic Mark Blundell au marcat doar trei puncte în sezonul 1991. Din cauza rezultatelor slabe din prima jumătate a anului 1991, au fost nevoiți să se precalifice în a doua jumătate a sezonului; Blundell nu a reușit să facă acest lucru în Japonia, la fel ca și Brundle în Australia. Echipa a terminat pe locul 10 în Campionatul Constructorilor, în spatele altei echipe britanice în dificultate, Lotus. Sezonul 1992 a început cu Eric van de Poele și Giovanna Amati după ce lui Akihiko Nakaya i s-a refuzat o superlicență. Damon Hill, fiul altui fost pilot Brabham și campion mondial, a debutat în echipă după ce s-a renunțat la Amati atunci când sponsorizarea ei nu s-a materializat. Amati, a cincea și ultima femeie până în prezent care a concurat în Formula 1, și-a încheiat cariera cu trei NSC (necalificări).
Argentinianul Sergio Rinland a proiectat ultimele mașini ale echipei în jurul motoarelor Judd, cu excepția anului 1991, când Yamaha a propulsat mașinile. În sezonul 1992, mașinile (care au fost versiuni actualizate ale monopostului din 1991) au reușit rar să se califice pentru curse. Hill a oferit echipei ultimul steag în carouri, la Marele Premiu al Ungariei, unde a trecut linia de sosire pe locul 11 și ultimul, la patru tururi în spatele câștigătorului, Ayrton Senna. După sfârșitul acelei curse, echipa a rămas fără fonduri și a intrat în colaps.
Middlebridge Group Limited nu a putut continua să efectueze rambursări împotriva celor 6 milioane de lire sterline furnizate în cele din urmă de Landhurst Leasing, care a intrat în administrare. Biroul pentru Fraude Grave a investigat cazul. Directorii generali ai Landhurst au fost găsiți vinovați de corupție și închiși, după ce au acceptat mită pentru împrumuturi suplimentare lui Middlebridge. A fost una dintre cele patru echipe care au părăsit Formula 1 în acel an. (cf. March Engineering, Fondmetal și Andrea Moda Formula). Deși s-a vorbit despre recrearea echipei pentru anul următor, activele acesteia au trecut la Landhurst Leasing și au fost licitate de administratori ai companiei în 1993. Printre acestea s-a numărat și vechea fabrică a echipei din Chessington, care a fost achiziționată de Yamaha Motor Sports și folosită pentru a găzdui Activa Technology Limited, o companie care produce componente compozite pentru mașini de curse și rutiere conduse de Herbie Blash. Fabrica a fost cumpărată de echipa de curse de GP2 Carlin DPR în 2006.

## Inovații tehnice
Brabham a fost considerată o echipă conservatoare din punct de vedere tehnic în anii 1960, în principal pentru că a perseverat cu mașinile cu cadru spațial tradiționale mult după ce Lotus a introdus șasiul monococ mai ușor și mai rigid în Formula 1 în 1962. Designerul șef Tauranac a argumentat că monococurile din acea vreme nu erau mai utile decât șasiu concepute cu cadru spațial și au fost mai greu de reparat și mai puțin potrivite pentru clienții MRD. Mașinile sale „de modă veche” au câștigat pentru echipa Brabham campionatele din 1966 și 1967 și au fost competitive în Formula 1 până când modificările reglementărilor i-au forțat să treacă la monococuri în 1970.
În ciuda conservatorismului perceput, în 1963 Brabham a fost prima echipă de Formula 1 care a folosit un tunel aerodinamic pentru a-și perfecționa designul în a reduce frecarea cu aerul. Practica a devenit norma abia la începutul anilor 1980 și este posibil cel mai important factor în proiectarea mașinilor moderne. Spre sfârșitul anilor 1960, echipele au început să exploateze forța aerodinamică pentru a împinge mai tare anvelopele mașinilor pe pistă și pentru a le permite să mențină viteze mai mari în viraje de mare viteză. La Marele Premiu al Belgiei din 1968, Brabham a fost prima echipă, alături de Ferrari, care a introdus aripile spate pe toată lățimea în acest sens.
Cea mai productivă perioadă de inovare tehnică a echipei a avut loc în anii 1970 și 1980, când Gordon Murray a devenit director tehnic. În cursul anului 1976, echipa a introdus frâne carbon-carbon în Formula 1, care promitea o performanță mai bună la oprire datorită coeficientului de frecare mai mare al carbonului. Versiunile inițiale foloseau plăcuțe de frână din compozit carbon-carbon și un disc de oțel acoperit cu „pucuri” din carbon. Tehnologia nu a fost fiabilă la început; în 1976, Carlos Pace a suferit un accident la 290 km/h pe circuitul Österreichring, după ce acumularea de căldură în frâne a fiert lichidul de frână, lăsându-l fără nicio modalitate de a opri mașina. Până în 1979, Brabham a dezvoltat un sistem eficient de frânare carbon-carbon, combinând discuri structurale de carbon cu plăcuțe de frână din carbon. Până la sfârșitul anilor 1980, frânele din carbon au fost folosite de toți concurenții în aproape toate sporturile cu motor de nivel superior.

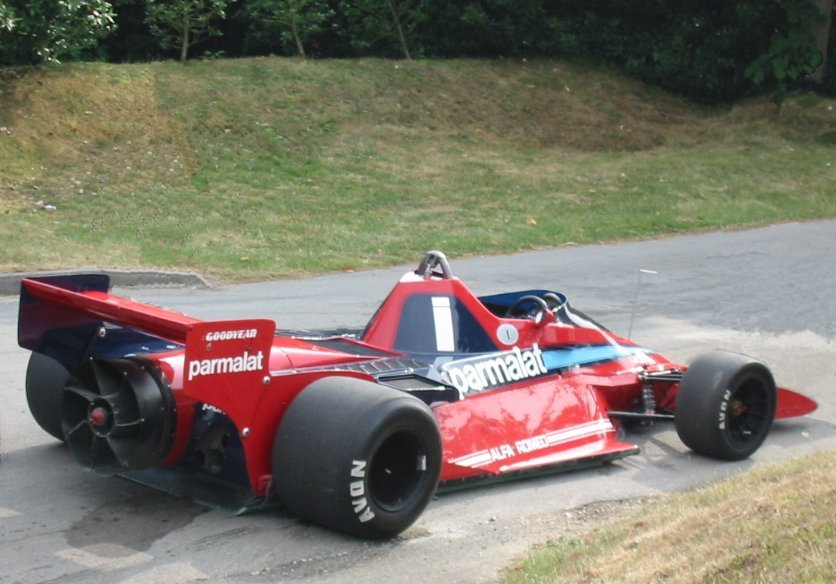
Modelul BT46B din a câștigat singura sa cursă la care a participat înainte de a fi interzisă. A fost supranumită „Mașina cu ventilator” datorită ventilatorului mare din spatele mașinii.

Deși Brabham a experimentat cu spoilere și podeaua de sub caroserie la mijlocul anilor 1970, echipa, la fel ca restul competitorilor, nu a înțeles imediat dezvoltarea de către Lotus a unei mașini cu efect de sol în 1977. Mașina Brabham BT46B din 1978, a generat forță aerodinamică enormă cu un ventilator, care aspira aerul de sub mașină, deși echipa pretindea că îl folosea pentru răcirea motorului. Mașina a concurat o singură dată în Campionatul Mondial de Formula 1 - Niki Lauda câștigând Marele Premiu al Suediei din 1978 - înainte ca o lacună în regulament să fie închisă de către FIA.
Deși în 1979 Murray a fost primul care a folosit panouri compozite ușoare din fibră de carbon pentru a rigidiza monococurile Brabham din aliaj de aluminiu, el a fost ultimul care a trecut la noile monococuri complet compozite. Murray a fost reticent să construiască întregul șasiu din materiale compozite până când a înțeles comportamentul acestora în caz de accident, o înțelegere atinsă parțial printr-un test de impact instrumentat al unui șasiu BT49. Echipa nu a urmat modelul MP4/1 cu propriul șasiu complet compozit construit de McLaren pentru 1981 până la BT55 în 1986, ultima echipă care a făcut acest lucru. Această tehnologie este acum utilizată în toate curse cu monoposturi de nivel superior.
Pentru sezonul 1981, FIA a introdus o înălțime minimă de rulare de 6 cm pentru mașini, menită să le încetinească în viraje, prin limitarea forței aerodinamice create de efectul de sol. Gordon Murray a conceput un sistem de suspensie hidropneumatic pentru BT49C, care a permis mașinii să se stabilească la o înălțime de rulare mult mai mică la viteză. Brabham a fost acuzată de către alte echipe că a încălcat regulamentul, deși Murray credea că sistemul a respectat litera regulamentului. Nu a fost luată nicio măsură împotriva echipei, iar alții au produs în curând sisteme cu efecte similare.

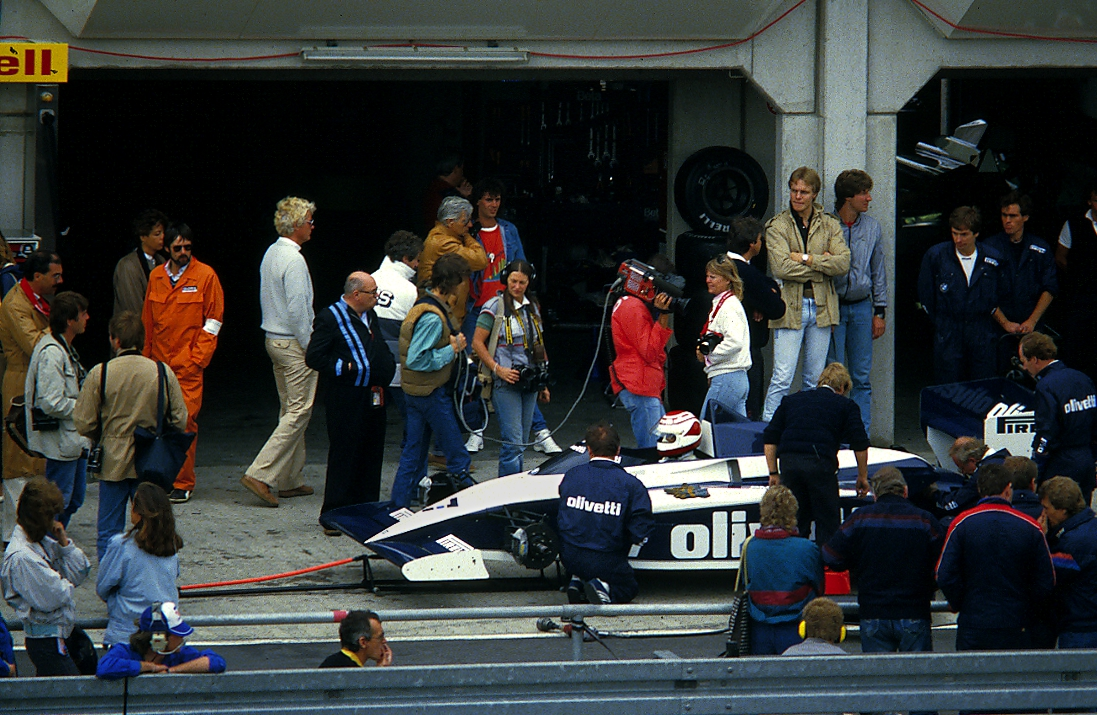
Brabham a reintrodus strategia de oprire la boxe pentru realimentare cu combustibil și schimbarea anvelopelor în ideea obținerii unui avantaj în cursă.

La Marele Premiu al Marii Britanii din 1982, Brabham a reintrodus ideea de a realimenta și de a schimba anvelopele mașinii în timpul cursei, nemaivăzută încă din sezonul de Formula 1 din 1957, pentru a permite piloților săi să sprinteze la începutul curselor cu o încărcătură ușoară de combustibil și cauciucuri moi. După ce a studiat tehnicile folosite la Indianapolis 500 și în cursele NASCAR din Statele Unite, echipa a reușit să realimenteze și să schimbe anvelopele mașinii în 14 secunde în testele înainte de cursă. În 1982, Murray a simțit că tactica nu a făcut altceva decât „să-i facă remarcați pe sponsorii noștri la cursele pe care nu aveam nicio șansă de a le câștiga”, dar în 1983 echipa a folosit cu succes tactica. Realimentarea cu combustibil a fost interzisă în 1984, deși a reapărut din nou între 1994 și 2009, dar schimbările anvelopelor au rămas o parte esențială din Formula 1.
După finalizarea înțelegerii dintre BMW și Brabham, testarea modelului M12/13 a început la sfârșitul anului 1980 cu un șasiu Brabham BT49 convertit pentru a accepta motorul. Gordon Murray a proiectat o mașină nouă, BT50, pentru motor, dar nu a fost finalizată până la începutul sezonului 1981. BT50 avea un ampatament mai lung și o celulă de combustie mai mare decât BT49 pentru a se adapta cerințelor motorului turbo mai puternic și a fost, de asemenea, una dintre primele mașini de Formula 1 care au prevăzut telemetrie la bord ca mijloc de monitorizare a injecției de combustibil a motorului.

## Controverse
Mașina cu ventilator și suspensia hidropneumatică au exploatat lacune în regulamentele sportive. La începutul anilor 1980, Brabham a fost acuzată că a mers mai departe și că a încălcat în mod direct regulamentele. În 1981, primul an de titlu al lui Piquet, au circulat zvonuri despre șasiul Brabham ca fiind sub greutatea minimă legală. Pilotul Jacques Laffite s-a numărat printre cei care au susținut că mașinile erau echipate cu caroserie a căror greutate era adăugată înainte de a fi cântărite la control. Acuzația a fost respinsă de conducerea lui Brabham. Nu a fost făcut niciun protest oficial împotriva echipei și nu au fost luate măsuri împotriva acesteia de către autoritățile sportive.
Din 1978, Ecclestone a fost președintele Asociației Constructorilor de Formula 1 (FOCA), un organism format din echipe pentru a le reprezenta interesele. Acest lucru a lăsat echipa sa deschisă acuzațiilor privind primirea de avertizare prealabilă asupra modificărilor regulamentelor. Ecclestone neagă că echipa a beneficiat de acest lucru și Murray a remarcat că, contrar acestui punct de vedere, la sfârșitul anului 1982, echipa a trebuit să abandoneze noua sa mașină BT51, construită pe baza faptului că efectul de sol ar fi permis și în 1983. Brabham a trebuit să proiecteze și să construiască un înlocuitor, BT52, în doar trei luni. La sfarsitul sezonului 1983, Renault si Ferrari, ambele învinse în Campionatul Piloților de către Piquet, au protestat asupra faptului că Cifră octanică a combustibilului echipei era peste limita legală de 102. FIA a declarat ca o cifră de până la 102,9 era permisă conform regulilor și că Brabham nu depășise această limită.

## Palmares în Formula 1
| Sezon  | Nume                                                                      | Șasiu(ri)      | Motor                                          | Pneu | Piloți                                                                          | CMC | Puncte |
| ------ | ------------------------------------------------------------------------- | -------------- | ---------------------------------------------- | ---- | ------------------------------------------------------------------------------- | --- | ------ |
| 1962   | Brabham Racing Organisation                                               | BT3            | Coventry Climax FWMV                           | D    | Jack Brabham                                                                    | 7   | 9      |
| 1963   | Brabham Racing Organisation                                               | BT3 BT7        | Coventry Climax FWMV                           | D    | Jack Brabham Dan Gurney                                                         | 3   | 28     |
| 1964   | Brabham Racing Organisation                                               | BT7 BT11       | Coventry Climax FWMV                           | D    | Jack Brabham Dan Gurney                                                         | 4   | 33     |
| 1965   | Brabham Racing Organisation                                               | BT7 BT11       | Coventry Climax FWMV                           | D G  | Jack Brabham Dan Gurney Denny Hulme Giancarlo Baghetti                          | 3   | 27     |
| 1966   | Brabham Racing Organisation                                               | BT19 BT20 BT22 | Repco 620 Coventry Climax FPF                  | G    | Jack Brabham* Denny Hulme                                                       | 1   | 42     |
| 1967   | Brabham Racing Organisation                                               | BT19 BT20 BT24 | Repco 620 Repco 740                            | G    | Jack Brabham Denny Hulme*                                                       | 1   | 37     |
| 1968   | Brabham Racing Organisation                                               | BT24 BT26      | Repco 740 Repco 860                            | G    | Jack Brabham Jochen Rindt Dan Gurney                                            | 8   | 10     |
| 1969   | Motor Racing Developments                                                 | BT26A          | Cosworth DFV                                   | G    | Jack Brabham Jacky Ickx                                                         | 2   | 51     |
| 1970   | Motor Racing Developments                                                 | BT33           | Cosworth DFV                                   | G    | Jack Brabham Rolf Stommelen                                                     | 4   | 35     |
| 1971   | Motor Racing Developments                                                 | BT33 BT34      | Cosworth DFV                                   | G    | Graham Hill Tim Schenken Dave Charlton                                          | 9   | 5      |
| 1972   | Motor Racing Developments                                                 | BT33 BT34 BT37 | Cosworth DFV                                   | G    | Graham Hill Carlos Reutemann Wilson Fittipaldi                                  | 9   | 7      |
| 1973   | Motor Racing Developments Ceramica Pagnossin Team MRD Hexagon of Highgate | BT37 BT42      | Cosworth DFV                                   | G    | Carlos Reutemann Wilson Fittipaldi Andrea de Adamich Rolf Stommelen John Watson | 4   | 49     |
| 1974   | Motor Racing Developments                                                 | BT42 BT44      | Cosworth DFV                                   | G    | Carlos Reutemann Carlos Pace Rikky von Opel Richard Robarts Teddy Pilette       | 5   | 35     |
| 1975   | Martini Racing                                                            | BT44B          | Cosworth DFV                                   | G    | Carlos Reutemann Carlos Pace                                                    | 2   | 54     |
| 1976   | Martini Racing                                                            | BT45           | Alfa Romeo 115-12                              | G    | Carlos Reutemann Carlos Pace Rolf Stommelen Larry Perkins                       | 9   | 9      |
| 1977   | Martini Racing                                                            | BT45B          | Alfa Romeo 115-12                              | G    | Carlos Pace John Watson Hans-Joachim Stuck Giorgio Francia                      | 5   | 27     |
| 1978   | Parmalat Racing Team                                                      | BT45C BT46/B/C | Alfa Romeo 115-12                              | G    | Niki Lauda John Watson Nelson Piquet                                            | 3   | 53     |
| 1979   | Parmalat Racing Team                                                      | BT46 BT48 BT49 | Alfa Romeo 115-12 Alfa Romeo 1260 Cosworth DFV | G    | Niki Lauda Nelson Piquet Ricardo Zunino                                         | 8   | 6      |
| 1980   | Parmalat Racing Team                                                      | BT49/B         | Cosworth DFV                                   | M    | Nelson Piquet Ricardo Zunino Héctor Rebaque                                     | 3   | 55     |
| 1981   | Parmalat Racing Team                                                      | BT49/B/C       | Cosworth DFV                                   | M G  | Nelson Piquet* Héctor Rebaque Ricardo Zunino                                    | 2   | 61     |
| 1982   | Parmalat Racing Team                                                      | BT49D BT50     | Cosworth DFV BMW M12/13                        | G    | Nelson Piquet Riccardo Patrese                                                  | 5   | 41     |
| 1983   | Fila Sport                                                                | BT52/B         | BMW M12/13                                     | M    | Nelson Piquet* Riccardo Patrese                                                 | 3   | 72     |
| 1984   | MRD International                                                         | BT53           | BMW M12/13                                     | M    | Nelson Piquet Teo Fabi Corrado Fabi Manfred Winkelhock                          | 4   | 38     |
| 1985   | Motor Racing Developments Ltd                                             | BT54           | BMW M12/13                                     | P    | Nelson Piquet Marc Surer François Hesnault                                      | 5   | 26     |
| 1986   | Motor Racing Developments Ltd                                             | BT54 BT55      | BMW M12/13/1                                   | P    | Elio de Angelis Riccardo Patrese Derek Warwick                                  | 9   | 2      |
| 1987   | Motor Racing Developments Ltd                                             | BT56           | BMW M12/13/1                                   | G    | Riccardo Patrese Andrea de Cesaris Stefano Modena                               | 8   | 10     |
| 1989   | Motor Racing Developments                                                 | BT58           | Judd EV                                        | P    | Martin Brundle Stefano Modena                                                   | 9   | 8      |
| 1990   | Motor Racing Developments                                                 | BT58 BT59      | Judd EV                                        | P    | Stefano Modena David Brabham Gregor Foitek                                      | 10  | 2      |
| 1991   | Motor Racing Developments Ltd                                             | BT59Y BT60Y    | Yamaha OX99                                    | P    | Martin Brundle Mark Blundell                                                    | 9   | 3      |
| 1992   | Motor Racing Developments Ltd                                             | BT60B          | Judd GV                                        | G    | Eric van de Poele Giovanna Amati Damon Hill                                     | NC  | 0      |
| Surse: |                                                                           |                |                                                |      |                                                                                 |     |        |